# Dragica Palaversa Mijač
Dragica Palaversa Mijač (Stanišić, Sombor, 8. listopada 1953. − Split, 31. srpnja 2014.) je bivša hrvatska rukometašica. Najbolja je rukometašica iz Splita u povijesti.
Igrala je za splitsku Nadu; klub je nekoliko puta mijenjao ime: zvao se Nada, Dalmanada i Dalma. Rukometom se bavila čak 19 godina. Najbolji je strijelac Nade svih vremena s 2037 pogodaka. 
U sastavu bivše jugoslavenske ženske rukometne reprezentacije osvojila je zlatno odličje na SP 1973., srebrno odličje na SP 1971. godine, a sudjelovala je na još dva SP-a, na kojima je bila peta (1975. godine) te četvrta (1978.). Bila je kapetanicom. Igrala je još na Mediteranskim igrama 1979. u Splitu, gdje je osvojila zlato. 
Veliki klupski uspjeh je postigla 1984. sa splitskom Dalmom, osvojivši Kup pobjednica kupova. Poslije prestanka igranja više je godina radila kao trenerica u Dalmi. Najveći uspjeh postigla je sezone 2003./04. kad je s Dalmom osvojila drugo mjesto u hrvatskom prvenstvu. 
Za reprezentaciju je odigrala 145 utakmica (po drugim izvorima 137).
Grad Split ju je nagradio priznanjem 1977., a Hrvatska nagradom za tjelesnu kulturu 1989. godine.
Zbog zloćudne bolesti od koje je bolovala krajem svojeg života, 14. lipnja 2013. godine s početkom u 19:00 sati u Velikoj dvorani ŠC Gripe u Splitu održala se humanitarna akcija za Dragicu, čiji je začetnik bivša rukometašica RK Splita Dijana Jelaska. Akciji su se odazvala brojna velika športska imena nogometnog i rukometnog športskog svijeta.
Umrla je u Splitu 31. srpnja 2014. godine.

## Nagrade i priznanja
- nagrada grada Splita 1977.
- nagrada za tjelesnu kulturu SR Hrvatske 1989.
- više puta proglašena za najbolju rukometašicu u Jugoslaviji
- višestruki najbolji strijelac prvenstva Jugoslavije